# 夏人 (上古人群)
夏人，古稱有夏氏或夏后氏，也被稱為夏族、夏部落，古代人群，主要活動範圍在今中國河南、山西至山東一帶，其領導階層為姒姓，以禹為始祖。為建立夏朝的主體族群，後為商朝所滅。可能源自东夷人、原始漢族或古越人，相傳漢族、百越與羌族皆為夏人的後裔，匈奴王室亦可能為夏人後裔。
對於夏人的記載，主要出自中國戰國時期文獻，其中有很強的傳說成分。因考古資料缺乏，學界對於夏文化來源尚未有定論。

## 歷史
根據春秋戰國時文獻，夏人以黃帝之孫顓頊為先祖，至鯀與禹時，成為獨立部落。經由禪讓，禹繼承了舜，建立夏朝，故以禹為始祖。夏人以嵩山為起源地，最早聚居於陽城。
也有说夏人出自于西羌，是炎帝姜姓的后人。
夏朝的世系主要記載於《竹書紀年》與《史記》。

## 後裔
周人經常自稱「有夏」或「時夏」，春秋戰國時代，周朝在中原諸候自稱為諸夏。但周人與夏人的關係不明。戰國時代，魏國國君自稱夏王，為夏人後裔。
在商代甲骨文中，曾發現禹，但目前尚未發現記載夏的字。日本學者高津純也分析中國古代文獻，在春秋時期開始出現夷夏之分的爭論，夏主要用於周人自稱，但是在文獻中把夏當成是國名或王朝名稱，是在戰國時期才出現，如《公羊傳》與《穀梁傳》中未提到夏朝，但《左傳》中多次提及。
根據《史記》、《吳越春秋》等記載，於越人為夏人後裔，曾建立越國。

## 學術考證
傅斯年在〈夷夏東西說〉中提出夏人源自中國西部，居住在中國東部的東夷同時發展。中華人民共和國學者徐中舒也主張夏民族源自羌人，他同時主張，中亞的大夏為夏人西移後建立的國家。冉光榮等認為夏人為羌族先祖，根據《吳越春秋》的記載，夏人的始祖禹曾在西羌地區居住。
中國考古學家一般認為二里頭文化為其遺址。中華人民共和國學者徐中舒與翦伯赞認為仰韶文化為夏民族創造。
郭沫若、胡厚宣等人認為，在被商朝擊敗後，夏人遷移到西北，建立了稱為土方的國家。玁狁為夏民族後代。
根據《史記》記載，匈奴相傳為夏人後裔。學者呂思勉、郭沫若與何震亞等皆支持這個說法。
中華人民共和國學者余太山認為，以黃帝為共同先祖的部落，如陶唐氏、有虞氏、少昊、顓頊等黃帝部落其後向西發展，先形成陸渾與陰戎等部族，後成為月氏人與塞種的先祖。余太山推測這些黃帝氏族可能與吐火羅人、印歐人有關。
夏曾佑《中國古代史》認為中國古代有夏族與華族兩大不同族群，學者許倬雲進一步提出，夏族起源自黄河上游和中游的中國西北地區，與居住在山西的華族，兩者融合，形成華夏族，為漢族的前身。劉學銚曾引用這個說法。
中華民國學者羅香林認為百越為夏人的直接後代。中華人民共和國學者董楚平認為，夏人為百越族分支，北上中原建立了夏朝。香港大學語言學者金鐘，經由語言學考證，認為百越族的分支北上，建立了夏朝。。
中華人民共和國學者方漢文等，認為原始漢族的主要起源自東夷。